# Моиз, Марсель
Марсе́ль Жозе́ф Мои́з (фр. Marcel Joseph Moyse [maʁ.sɛl mɔ.iz]; 17 мая 1889 года, Сент-Амур, департамент Юра, Франция — 1 ноября 1984 года, Братлборо, штат Вермонт, США) — французский флейтист и педагог.

## Биография
Обучался в Парижской консерватории по классу флейты у Филиппа Гобера и Поля Таффанеля, на выпускных экзаменах в 1906 году получил первую премию. В дальнейшем работал в различных парижских оркестрах, в том числе в театре «Опера-комик» c 1913 по 1938 годы, а также выступал как солист и делал записи. Он стал первым исполнителем посвящённого ему Концерта для флейты Жака Ибера в 1934 году, и в том же году основал «трио Моиз», в котором помимо него самого играл его сын Луи (флейта и фортепиано) и невестка Бланш Онеггер (скрипка). С 1932 по 1940 год Моиз преподавал в Парижской консерватории, после войны — в Женевской, в 1949 году эмигрировал в Аргентину, а затем — в США, где стал одним из основателей Музыкальной школы Марлборо. Вплоть до последних лет жизни Моиз продолжал давать мастер-классы, делать записи и работать над сочинением этюдов для флейты.

## Творчество
Моиз — один из крупнейших представителей французской школы игры на флейте в XX веке. Его исполнение отличалось природной музыкальностью и полным, богатым звучанием, выработанным под влиянием современных ему оперных певцов. Значителен его вклад в дальнейшее развитие исполнительского искусства — среди его учеников были Тревор Уай, Уильям Беннет, Джеймс Голуэй и другие выдающиеся флейтисты. Моиз — автор более пятисот этюдов и упражнений для флейты. Большое количество его записей выпущены на компакт-дисках.

## Методические работы
- Пособие «Техническое мастерство флейтиста-виртуоза»
- Пособие «Так я оставался в форме». Упражнения на все виды техники
- Пособие «Начинающий флейтист»
- Механизм-Хроматизм. Упражнения для флейты
- Школа артикуляции для флейты
- Сборник для флейты «Этюды и технические упражнения»
- Ежедневные упражнения для флейты
- 480 упражнений для флейты. Гаммы и Арпеджио
- 20 упражнений и этюдов для флейты на большие интервалы
- «De la sonorité». Упражнения на звук.
- 48 виртуозных этюдов
- 10 этюдов для флейты по Венявскому
- 10 этюдов по Кесслеру
- 12 этюдов для флейты по Шопену
- 20 этюдов по Крейцеру
- 24 маленьких мелодичных этюда с вариациями
- 25 мелодичных этюдов с вариациями
- 100 маленьких этюдов по Крамеру
- «Развитие звука через интерпретацию». Сборник мелодий для флейты и фп.
- 50 вариаций для флейты на т. Аллеманды из Сонаты И. С. Баха BWV 1013
- 30 дуэтов для 2х флейт